# Азнагулово (Кугарчинский район)
Азнагулово (баш. Аҙнағол) — деревня в Кугарчинском районе Республики Башкортостан Российской Федерации. Входит в состав Тляумбетовского сельсовета.

## География

### Географическое положение
Расстояние до:
- районного центра (Мраково): 49 км,
- центра сельсовета (Тляумбетово): 7 км,
- ближайшей ж/д станции (Мелеуз): 75 км.

## Население
| 2002 | 2009 | 2010 |
| ---- | ---- | ---- |
| 221  | ↘215 | ↘180 |

Национальный состав
Согласно переписи 2002 года, преобладающая национальность — башкиры (99 %).